# Roman Coppola
Roman Coppola, właściw. Roman François Coppola (ur. 22 kwietnia 1965 w Paryżu we Francji) – amerykański aktor, scenarzysta, reżyser teledysków, reżyser filmowy i producent filmowy.

## Życiorys
Urodził się w Paryżu we Francji jako rodzony syn Francisa Forda oraz Eleanor Coppoli, brat Sofii Coppoli i Gian-Carlo Coppoli, wnuk Carmine Coppoli i Italii Coppola.

## Edukacja
Uczęszczał do New York University Film School. 

## Kariera
Pracował kilkakrotnie w roli drugiego reżysera na planach filmów swojej siostry, Sofii Coppoli (m.in. Przekleństwa niewinności czy Między słowami). W 2001 roku wyreżyserował swój pierwszy autorski film zatytułowany CQ, w którego obsadzie znaleźli się Jeremy Davies i Gérard Depardieu. Jest również reżyserem teledysków, współpracował z takimi muzykami jak: The Strokes, Moby, Daft Punk i Fatboy Slim.

## Wybrana filmografia

### Aktor
- 1972: Ojciec chrzestny (The Godfather) jako chłopiec na pogrzebie
- 1974: Ojciec chrzestny II (The Godfather: Part II) jako młody Sonny Corleone
- 1979: Czas apokalipsy (Apocalypse Now) jako Francis de Marais
- 1999: Gwiezdne wojny: część I – Mroczne widmo (Star Wars: Episode I - The Phantom Menace) jako strażnik w senacie
- 2011: Fight For Your Right Revisited jako klient w kawiarni

### Scenarzysta
- 2001: CQ
- 2007: Pociąg do Darjeeling (Darjeeling Limited)
- 2012: Kochankowie z Księżyca (Moonrise Kingdom)

### Reżyser
- 2001: CQ

### Producent
- 2007: Pociąg do Darjeeling (Darjeeling Limited)
- 2010: Somewhere. Między miejscami (Somewhere)